# Сибирь (бухта)

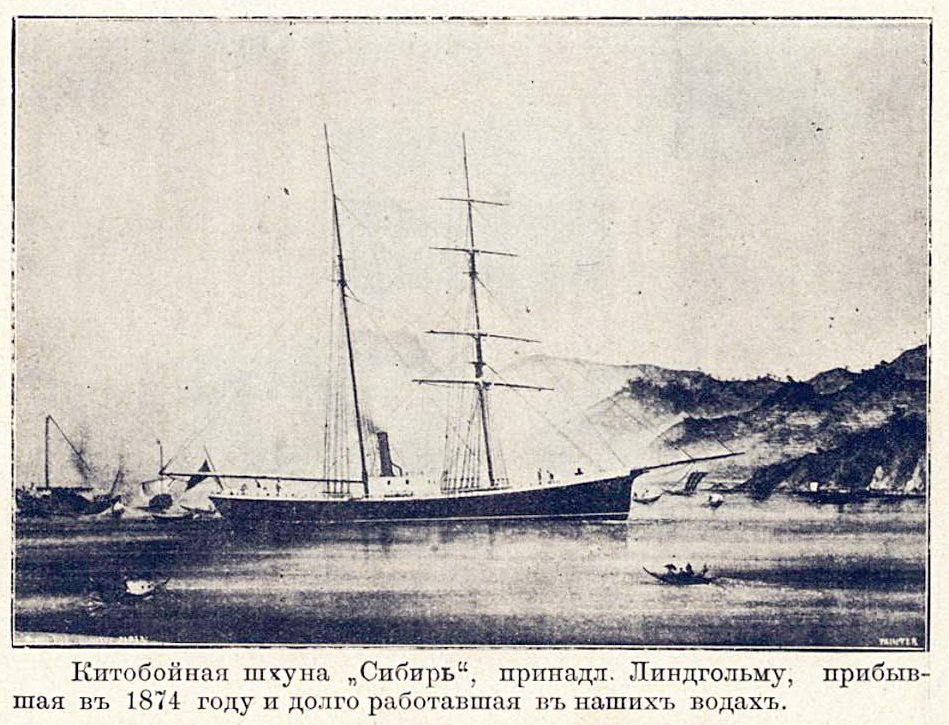
Китобойная шхуна «Сибирь», в честь которой названа бухта

Сиби́рь — бухта в вершине залива Корфа в Беринговом море, находится на территории Олюторского района северо-восточного побережья Камчатского края. От залива бухта отделена песчаной косой Конохвал, которую местное население часто именует «Четвёртой базой». У южного побережья бухты, вблизи косы Конохвал расположен остров. У основания косы Конохвал расположено устье реки Талалаевка, впадающей в залив Корфа, но не в бухту Сибирь.
Бухта мелководна (максимальная глубина 2,1 м), в отливы обнажаются значительные площади илистого или каменисто-галечного дна, частично покрытого водорослями. В донной растительности преобладает Zostera marina и Zostera nana, редко встречаются бурые водоросли Laminaria sp. и Saccharina bongardiana.
Благодаря защищённости, хорошей прогреваемости воды и наличию водорослей бухта является местом нереста (в середине мая) олюторской сельди, с чем связана её рыбохозяйственная история. Во второй и третьей четверти XX века на берегах бухты были расположены рыбоперерабатывающие мощности, при которых возникло село Сибирское. С наступлением депрессии популяции олюторской сельди и запрета её промысла в 1970-х годах село Сибирское и рыбоперерабатывающее предприятия были заброшены.

## Фауна
В северной часть залива Корфа, включающей бухту Сибирь, устье реки Култушная и бухту Скобелева зимует до 15 тыс. морянок, в весеннюю миграцию здесь останавливается более 50 тыс. уток, в том числе 25-30 тыс. морских чернетей, 15-20 тыс. шилохвостей, 5-10 тыс. свиязей, не менее 5 тыс. сибирских гаг, а также кулики, в основном чернозобиков.
Из представителей ценной фауны через район мигрируют лебедь-кликун, пискулька и тихоокеанская чёрная казарка. Исследователям встречались белый гусь, гусь-белошей, орлан-белохвост, белоплечий орлан, беркут, кречет, сапсан, кулик-сорока, дальневосточный кроншнеп, розовая и вилохвостая чайки. Гнездятся кулик-лопатень и камчатская крачка.

## История
Бухту открыл в 1885 году российский мореход и китобой Фридольф Гек во время плавания на шхуне «Сибирь». В честь шхуны бухта и получила название.
В 1927 году на косе Конохвал возникло село Сибирское, названное так по имени бухты. Жизнь села была связана с деятельностью расположенных на косе Конохвал баз для приёма и переработки рыбы (рыбных баз) № 6 и № 7 Корфовского рыбокомбината. База № 6 располагалась ближе к основанию косы и холма Зелёного («Маяка»), а база № 7 ближе к окончанию косы и устью бухты Сибирь. Сырьем для работы баз служила олюторская сельдь, на шестой базе в небольших количествах принимали также рыбу лососёвых пород. Рыбу на базу № 6 сдавали отдельные рыбаки и рыболовецкие товарищества, на базу № 7 — колхозы «Тумгутум» из бухты Сибирь и «Сталинец» из бухты Скобелева.
Во второй половине 1930-х годов обсуждался вопрос о строительстве закрытого порта для судов, обслуживающих восточное побережье Камчатки севернее Усть-Камчатска. Его создание помогло бы снизить убытки от простоев судов, невывоза продукции и потери качества. Как вариант, местом порта рассматривалась бухта Сибирь при размещении нефтебазы в соседней бухте Скобелева. Вследствие начала Великой Отечественной войны опрос о строительстве порта был снят с повестки.
В 1938 году в ходе реорганизации Корфовского рыбокомбината и упразднения нерентабельных подразделений рыбная база № 7 была закрыта. В 1955 году после ещё одной реорганизации комбината оставшаяся база № 6 была переименована в базу № 4 (отсюда и происходит современное название этой местности). В 1975 году из-за резкого сокращения запасов (распространена версия, что ресурс был истощен варварским ловом, хотя не все учёные с этим согласны), промысел олюторской сельди был закрыт. 7 февраля 1975 года село Сибирское было исключено из списка населённых пунктов (из учёта данных).
В настоящее время на косе расположены развалины, коса и бухта Сибирь являются популярным местом рыбалки и охоты.